# Bahnhof Wolgast
Der Bahnhof Wolgast ist ein Durchgangsbahnhof in der Stadt Wolgast im Landkreis Vorpommern-Greifswald, welcher 1863 eröffnet wurde. Neben ihm existieren noch die Bahnstationen Wolgast Hafen und Wolgaster Fähre. Daher wird er in Wolgast umgangssprachlich auch Wolgast Hauptbahnhof genannt. Das Empfangsgebäude steht zudem unter Denkmalschutz.

## Lage
Der Bahnhof Wolgast befindet sich am Streckenkilometer 17,1 der Strecke aus Züssow nach Wolgast. Er liegt etwa 750 m südöstlich des Stadtzentrums und grenzt an die Bahnhofstraße und den Schiffbauerdamm. Die nächste Station in Richtung Süden ist Hohendorf, das rund zwei Kilometer entfernt ist, in Richtung Norden ist es der Haltepunkt Wolgast Hafen, der ungefähr einen Kilometer entfernt liegt.

## Geschichte
1863 wurde der Wolgaster Bahnhof in Betrieb genommen.
Nach 1945 gewann die Strecke von Züssow nach Wolgast deutlich an Bedeutung, so dass die Bahnanlagen im Bahnhof erweitert werden mussten.

## Anlagen

### Bahnsteige und Gleise
Wolgast verfügte über zwei Hauptgleise, die 400 und 495 m lang und jeweils mit Bahnsteigen ausgestattet waren. Für betriebliche Zwecke standen elf weitere Nebengleise zur Verfügung, z. B. Abstell-, Rangier- und Sortiergleise. Diese waren etwa zwei Kilometer lang. Heute sind sie stark zurückgebaut oder gar ganz entfernt.
Für den Personenverkehr stehen heute (2015) zwei Bahnsteiggleise zur Verfügung. Daneben liegen noch zwei bahnsteiglose Gleise, welche jedoch sehr selten genutzt werden.

### Empfangsgebäude mit Stellwerk
Im Empfangsgebäude befindet sich das Stellwerk, in dem der Fahrdienstleiter tätig ist. Früher waren dort auch noch eine Bahnhofsgaststätte, Verwaltungsräume und Wohnungen untergebracht.
1976 wurde im Zuge des Ausbaus von Bahnhof und Strecke das Gebäude um einen Stellwerksanbau ergänzt. Allerdings wurde dieses erst am 28. Mai 1978 in Betrieb genommen. Gleichzeitig wurden eine Stellvorrichtungen für Weichen und Signale in einfachen Bretterbuden am Ende des Bahnhofs untergebracht. Einfahrsignale und andere wichtige Weichen wurden ans Stellwerk angeschlossen. Heute sind in Wolgast moderne sicherungstechnische Einrichtungen im Einsatz.
Das Bahnhofsgebäude ist mittlerweile renoviert und verfügte über die entsprechenden Kundenbetreuungs- und Abfertigungseinrichtungen. Statt der früheren Fahrkartenausgabe gibt es heute ein Reise- und Servicecenter.

## Güterverkehr
Der Bahnhof Wolgast besaß volle Abfertigungsbefugnisse im Binnen- und internationalen Verkehr für Güter und Personen.
Für den Güterverkehr waren eine Ladestraße mit Güterabfertigung und Verladerampen vorgesehen. Hinzu kam eine Gleiswaage mit einer Tragfähigkeit von 30 t und 1,24-Tonnen-Kran.

## Anschlussbahnen
Im Bereich des Bahnhofs gab es noch mehrere Anschlussbahnen. Eine davon stellte eine Verbindung von und zu der Peene-Werft her. Hinzu kamen noch die Anschlussbahnen der Nationalen Volksarmee und zum Südhafen.

## Anbindung
Wolgast wurde 1999–2017 von der Usedomer Bäderbahn (UBB) bedient, seitdem von DB Regio Nordost. Hinzu kam bis Sommer 2016 noch saisonal ein IC-Zugpaar; zunächst der Linie IC 26, später dann der Linie IC 30 und zuletzt der Linie IC 32 von Köln Hbf nach Seebad Heringsdorf. Der Zugteil nach Heringsdorf bestand aus Kurswagen des Zuglaufes Köln – Ostseebad Binz. Zum Fahrplanjahr 2017 wurde dieses Zugpaar eingestellt. Seitdem gibt es auf der Insel Usedom keinen Fernverkehr mehr.
| Linie | Verlauf                                                                                               | Takt                                                 |
| ----- | --- | ---------------------------------------------------- |
| RB 23 | Züssow – Buddenhagen – Wolgast – Zinnowitz – Bansin Seebad – Seebad Heringsdorf – Świnoujście Centrum | 30 min (Wolgast–Świnoujście) 60 min (Züssow–Wolgast) |